# Massai-Schild

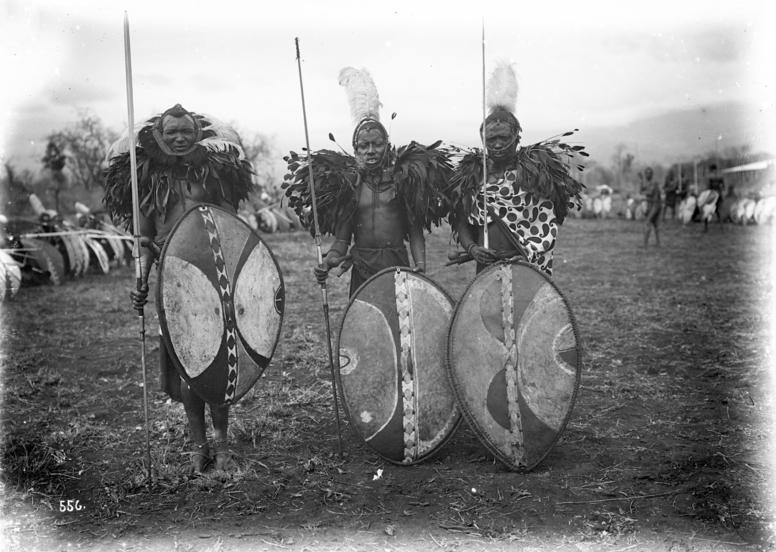
Massai-Krieger mit Schild

Als Massai-Schild wird der heraldische Wappenschild bezeichnet, der in die moderne afrikanische Heraldik Einzug gehalten hat.
Er ist spitzoval und gilt als Schildmuster für die neuen afrikanische Wappenschilde. Benannt ist er nach dem Volk der Massai, die im Gebiet um den Kilimandscharo leben. Er wird verwendet beispielsweise für das Wappen von Kenia und Tansania, aber auch für das Wappen von Uganda. Auch Kenia hat den Schild in der Flagge. Ein weiteres Wappen ist das von Botswana, das zwei Zebras als Schildhalter halten.

Tansania
Botswana
Uganda
Kenia